# 法國山谷 (加利福尼亞州)
法國山谷（英語：French Valley）是位於美國加利福尼亞州河濱縣的一個人口普查指定地區。

## 地理
法國山谷的座標為33°35′58″N 117°06′23″W / 33.59944°N 117.10639°W，而該地最高點為海拔高度417米（即1368英尺）。

## 人口
根據2010年美國人口普查的數據，法國山谷的面積為28.224平方千米，當中陸地面積為28.146平方千米，而水域面積為0.078平方千米。當地共有人口23067人，而人口密度為每平方千米817人。